# Janis Kyriakidis
Janis Kyriakidis (* 1938) war ein griechischer Schauspieler, der in Deutschland lebt. Er betrieb von 1972 bis 1982 das Kyklos, die älteste griechische Taverne Münchens. Einem breiten Publikum bekannt wurde er als Costa Doganis in der Fernsehserie Die Hausmeisterin. Er ging nach Griechenland zurück und starb dort 2004 bei einem tragischen Unfall.

## Filmografie
- 1974: Die Letzten Tage von Gomorrha
- 1976: Shirins Hochzeit mit Jürgen Prochnow und Ayten Erten
- 1978: Grüß Gott, ich komm von drüben
- 1979: Fast wia im richtigen Leben; Fernsehserie mit Gerhard Polt und Gisela Schneeberger
- 1982: Tatort: Mord ist kein Geschäft; Fernsehkriminalreihe
- 1986–1992: Die Hausmeisterin; Fernsehserie mit Veronika Fitz und Helmut Fischer
- 1988: Zärtliche Chaoten II mit Thomas Gottschalk, Helmut Fischer und Michael Winslow
- 1997: Lonny, der Aufsteiger
- 1997: Doppelter Einsatz – Julias Baby; Fernsehkriminalreihe mit Despina Pajanou
- 1999: SK Kölsch – Spiel mit dem Feuer; Fernsehkriminalreihe
- 2001: Drehkreuz Airport – Schüsse in Sandoro
- 2002: Bloch: Schwarzer Staub; Fernsehkriminalreihe
- 2003: Nicht ohne meinen Anwalt; Fernsehserie
- 2004: Doppelter Einsatz – Harte Bandagen; Fernsehkriminalreihe mit Despina Pajanou